# 伊莎貝拉·史超伯
伊莎貝拉·史超伯（Isabella Straub，1991年8月14日—）生於德國巴伐利亞埃伯斯貝格，是一名德國射擊運動員，主攻步槍項目，曾獲得2018年世界射擊錦標賽女子50公尺步槍臥射及50公尺步槍三姿亞軍。

## 外部連結
- ISSF （页面存档备份，存于）